# Weert (Meerssen-Maastricht)
Weert (Limburgs: Waert) is een buurtschap in het zuiden van de Nederlandse provincie Limburg. Het is een gehucht met verspreide bewoning (en tevens de naam van een straat) in het zuidwesten van de gemeente Meerssen en het noordoosten van de gemeente Maastricht. In Weert staan bijna veertig huizen, waaronder een groot aantal rijksmonumenten, en er wonen ongeveer 100 mensen.

## Naamgeving en ligging
Het toponiem 'Weert' is verwant aan 'weerd' of 'waard', een vlak, laag liggend landschap in een rivierengebied (vergelijk: uiterwaard). Het Meerssense deel van Weert ligt min of meer langs het riviertje de Geul. Het Maastrichtse deel van Weert ligt bij de beek de Kanjel.
Het meest noordelijke deel van de buurtschap (huisnummers 85 t/m 93) ligt rond de Weerterhof tussen de Iepenlaan in het dorp Bunde en de Oude Rijksweg (rijksweg Maastricht - Nijmegen). Het Koeiepaadje vormt hier de verbinding (voor voetgangers) tussen Weert en Bunde. Ten westen van dit deel ligt het Bunderveld, een agrarisch gebied, en de Weerterstraat (huisnrs. 2, 4, 6 en 8). Oostelijk hiervan ligt het Weerterveld, een industrieterrein. Ten zuiden van de Oude Rijksweg/Fregatweg ligt het middendeel van Weert. Hier liggen de meeste huizen (nrs. 27 t/m 76) en de papierfabriek (nr. 78b). Ten zuiden van nr. 27 ligt het Maastrichtse deel van Weert dat begint bij de Weerterveldweg en eindigt bij Mariënwaard. De huisnummers lopen bij de gemeentegrens gewoon door. Ook de Boekenderweg en de Oude Steeg behoren bij het Maastrichtse deel.
Weert behoort tot het Buitengoed Geul & Maas (voorheen Landgoederenzone Maastricht-Meerssen). In het Meerssense deel van Weert behoren de hoeven Weerterhof en Weert 93 tot het buitengoed; in Maastricht zijn dat kasteel Vaeshartelt (Weert 9), villa Klein Vaeshartelt (Weert 18-20-22), Villa Zonnevang (Weert 23) en villa Kruisdonk (Kruisdonk 66).

## Geschiedenis
Van oudsher valt Weert met omgeving onder de gemeente Meerssen; een klein gedeelte viel tot de gemeentelijke herindeling van 1982 onder de voormalige gemeente Bunde. Nadat in 1920 al grote delen van Meerssen door Maastricht waren geannexeerd, werd in 1970 het zuidelijk deel van de buurtschap Weert (rond kasteel Vaeshartelt) bij Maastricht gevoegd. Weert ontwikkelde zich in de 19e eeuw tot een geliefde vestigingsplaats voor welgestelden uit Maastricht. Vooral de leden van de fabrikantenfamilie Regout drukten een stempel op het aanzien van het gebied.
Weert heeft een belangrijke papierfabriek gekend namelijk Papierfabriek Tielens die van 1837-2021 heeft bestaan.

## Bezienswaardigheden

### Rijksmonumenten (Meerssen)

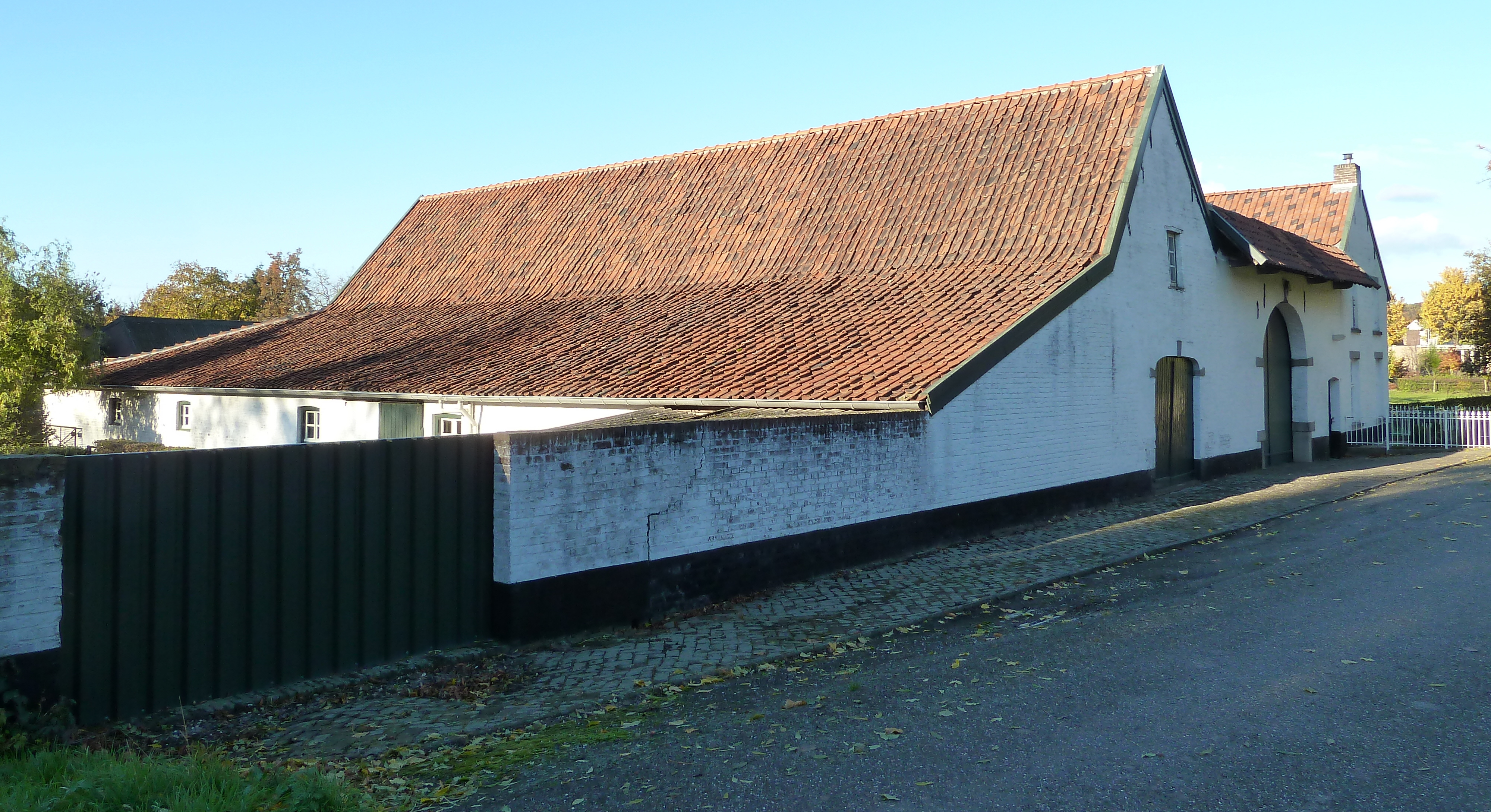
Monumentale vierkantshoeve Weert 93

In het Meerssense deel van Weert bevinden zich de volgende rijksmonumenten (van noord naar zuid):
- Weert 93, een vierkantshoeve uit de eerste helft van de 19e eeuw.[3]
- Weerterhof (Weert 85), een gesloten vierkantshoeve met een poortgebouw dat opgericht werd in 1671 en verbouwd in het vierde kwart van de 18e eeuw. De losse schuur met wolfsdak werd gebouwd in 1831.[4]
- Villa Weert (nr. 78), een landhuis uit 1896 met park, gebouwd voor de toenmalige directeur van de papierfabriek.[5]

### Kapel Weerterstraat
Op de kruising van de Weerterstraat en de Fregatweg/Oude Rijksweg staat de Mariakapel. Een kapelletje, dat waarschijnlijk rond het midden van de 19e eeuw opgericht is door leden van de familie Regout. Tijdens de Tweede Wereldoorlog leed het kapelletje zoveel schade dat het in 1949 door de buurt moest worden herbouwd. 

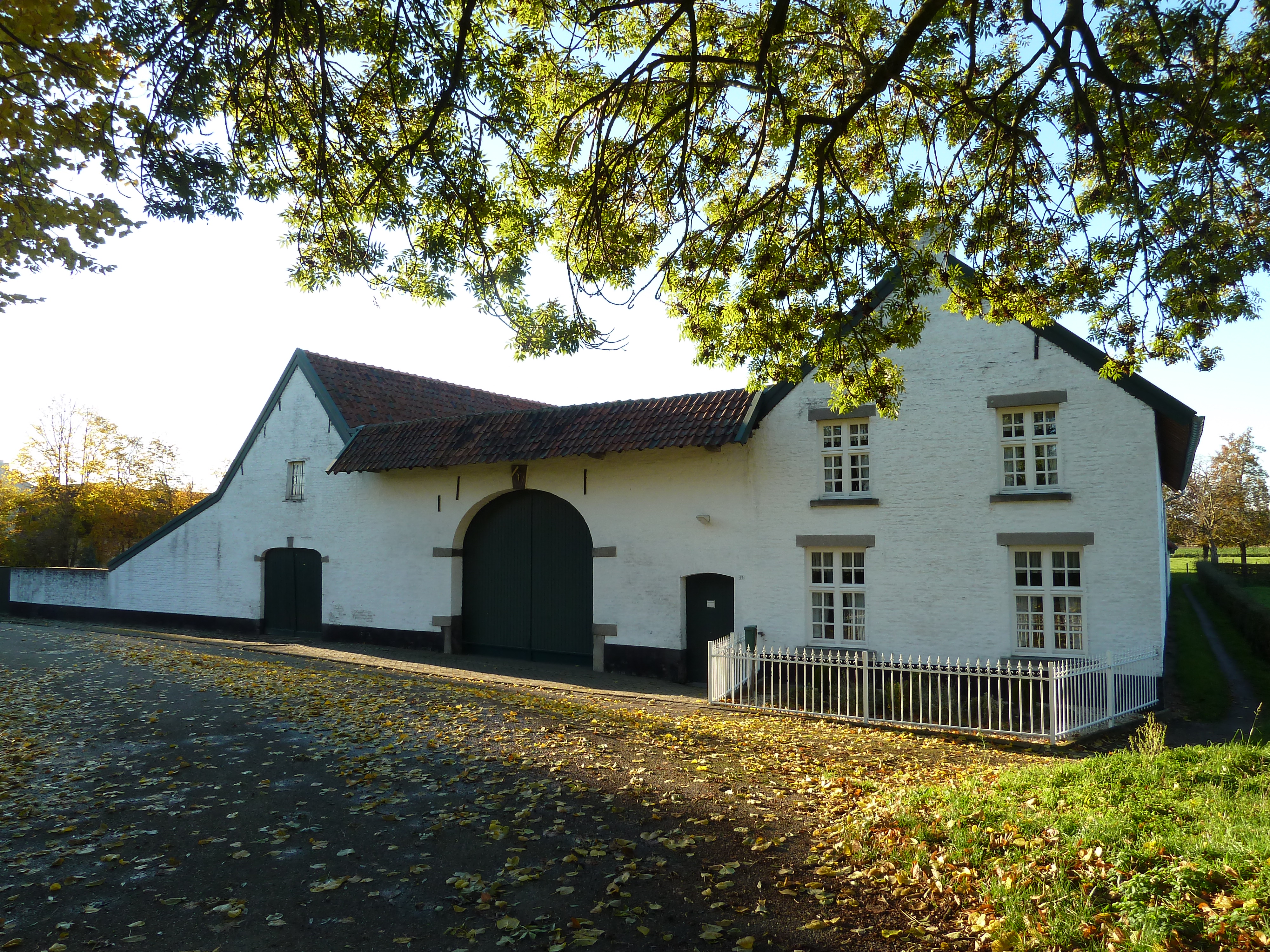
Hoeve Weert 93
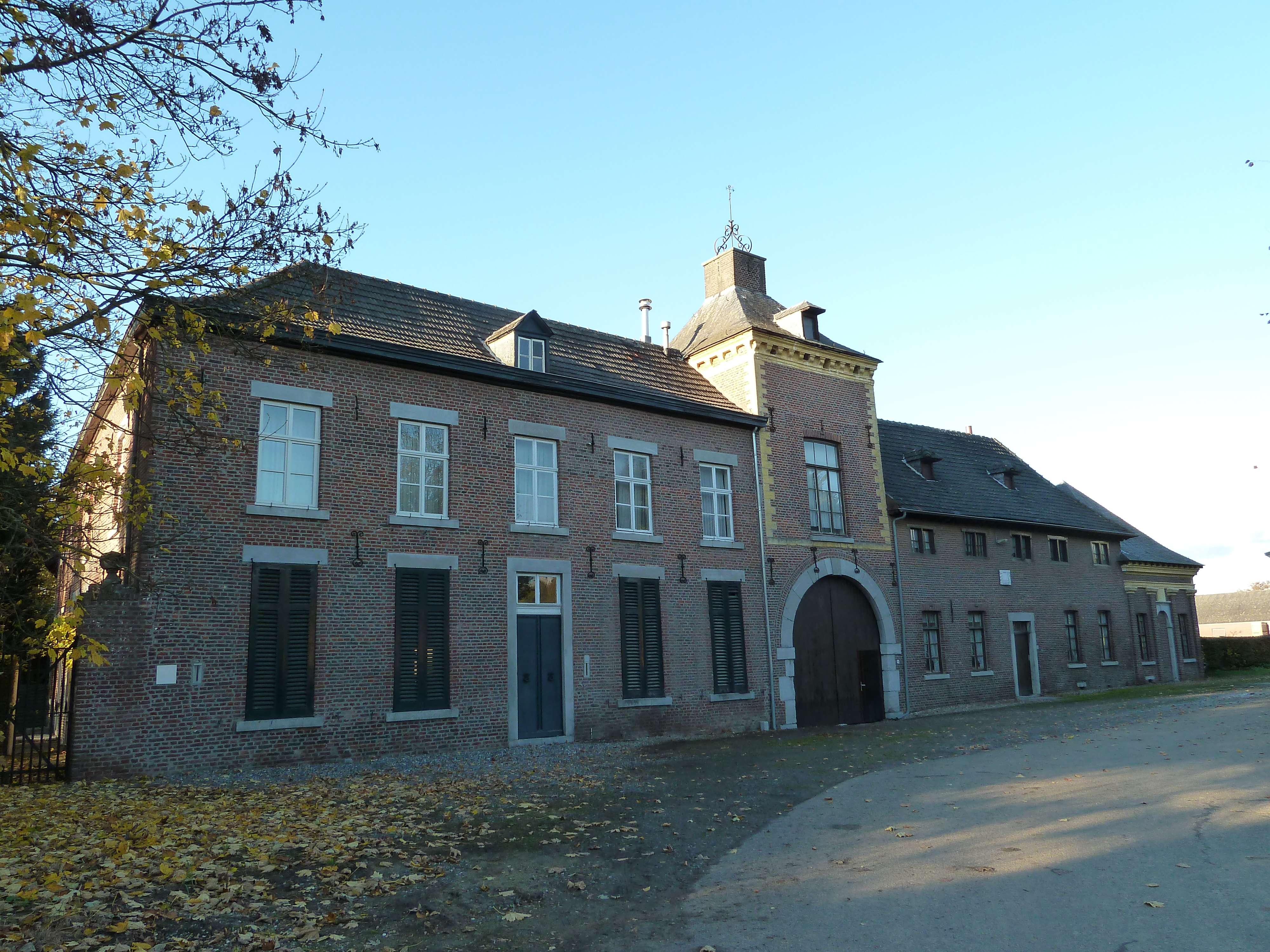
Weerterhof
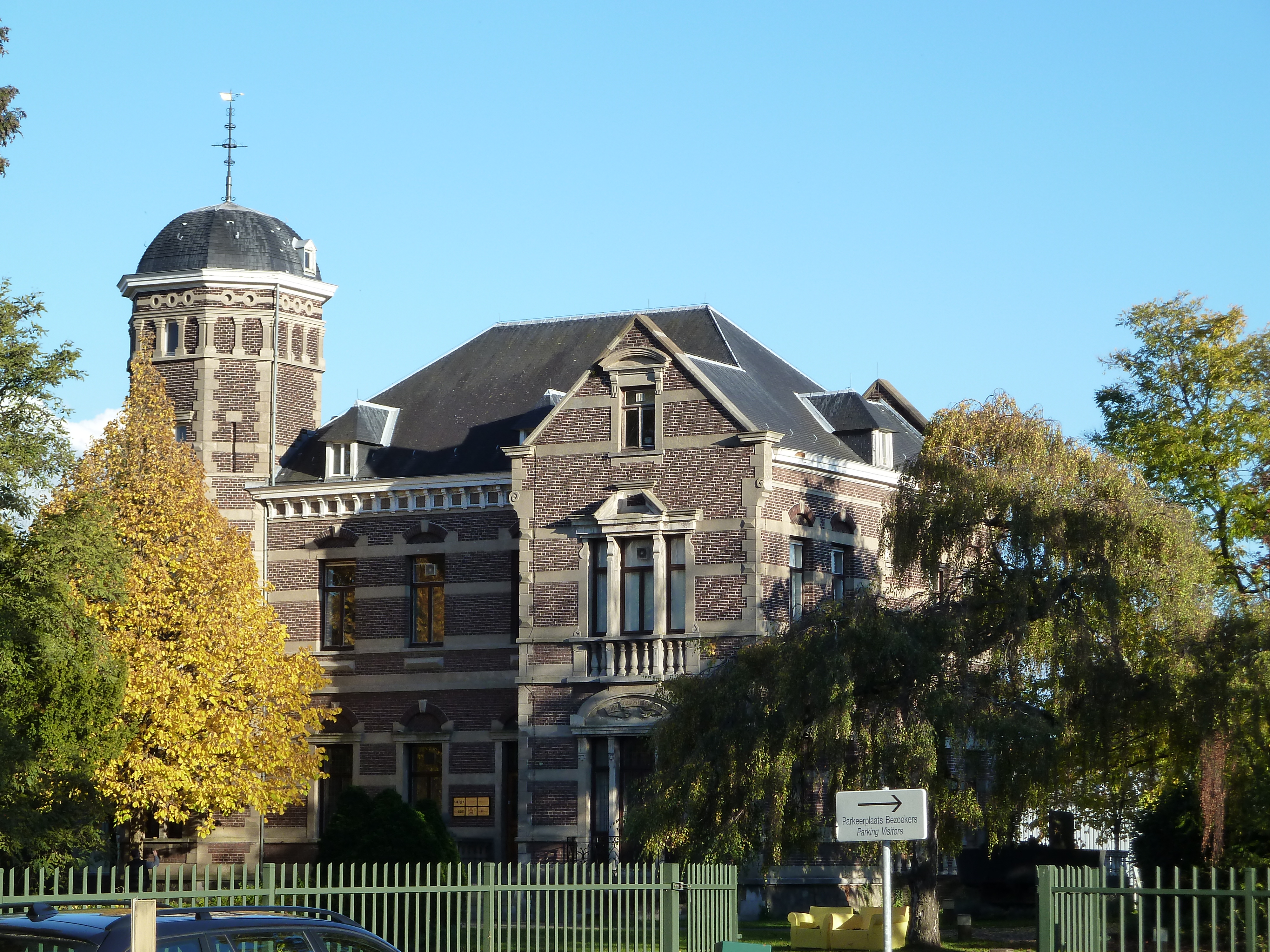
Villa Weert
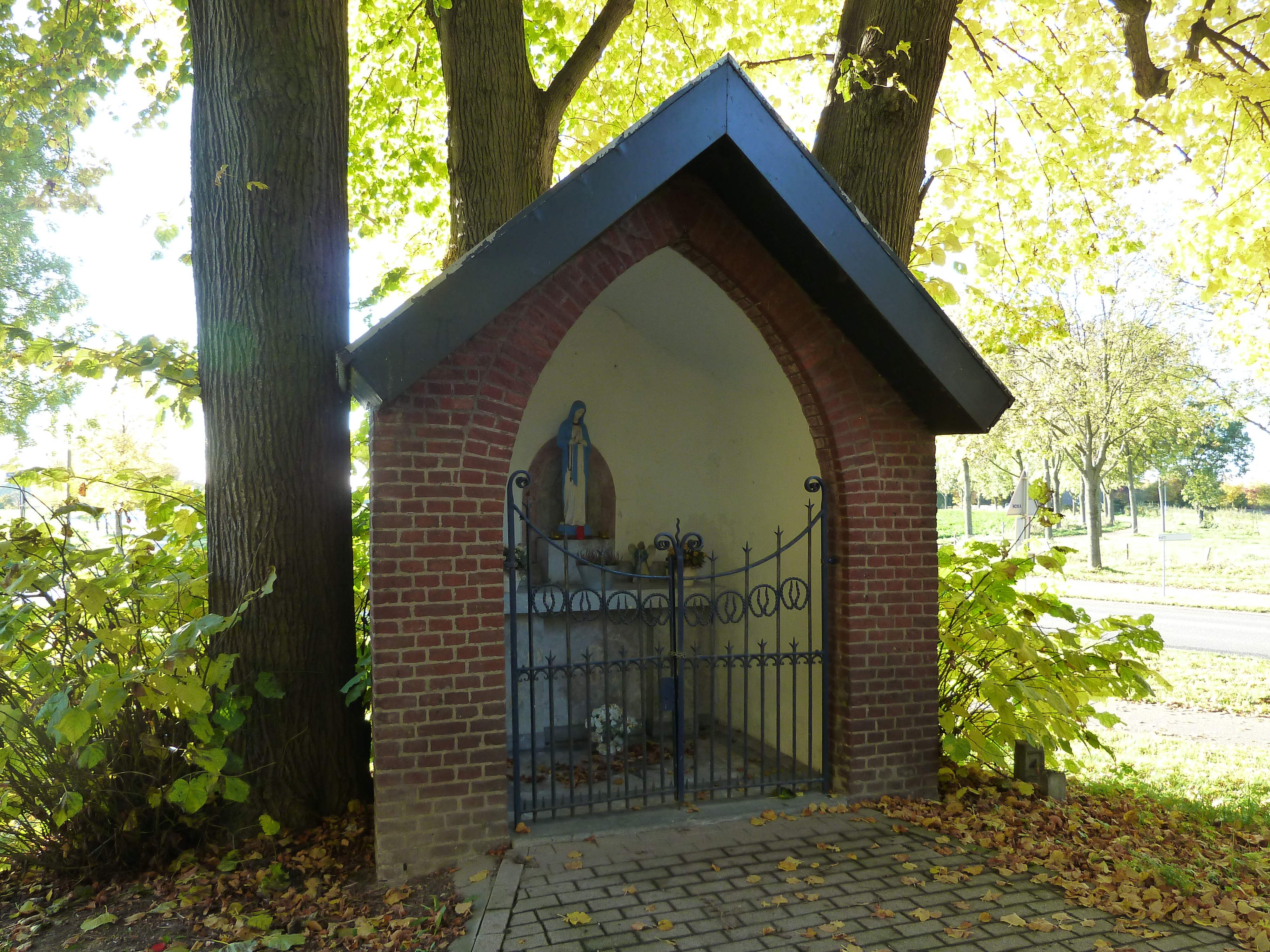
Kapel Weerterstraat

### Rijksmonumenten (Maastricht)
In het Maastrichtse deel van Weert bevindt zich een tiental rijksmonumenten. Deze zijn onderdeel van vier grotere gebouwencomplexen:
- Kasteel Vaeshartelt (Weert 9) met een oostelijke vleugel uit 1739 en een noordelijke uit 1805. Vanaf 1851 in bezit van Petrus Laurentius Regout, die onder meer de veranda liet aanbouwen in 1865 en de tuin in een lusthof veranderde. Zijn zoon Gustave Regout liet de koepel boven de ingang plaatsen. Behalve het hoofdgebouw (met fraaie interieurdetails) zijn ook enkele bijgebouwen en overblijfselen van het tuinontwerp beschermd.[6]
- Villa Klein Vaeshartelt (nrs. 18-20-22), in 1857 gebouwd, vermoedelijk naar ontwerp van de Akense architect Wilhelm Wickop.[7] Behalve de villa zelf is ook de dubbele dienstwoning met stallen uit 1899 beschermd.[8]
- Villa Zonnevang (nr. 23), 19e-eeuws landhuis in ruïneuze staat.[9]
- Villa Kruisdonk (ligt wel in de buurtschap Weert, maar niet aan de gelijknamige straat) is in 1880 als buitengoed gebouwd door Louis I Regout. De portierswoning en het koetshuis op het villaterrein zijn eveneens beschermd.[6]

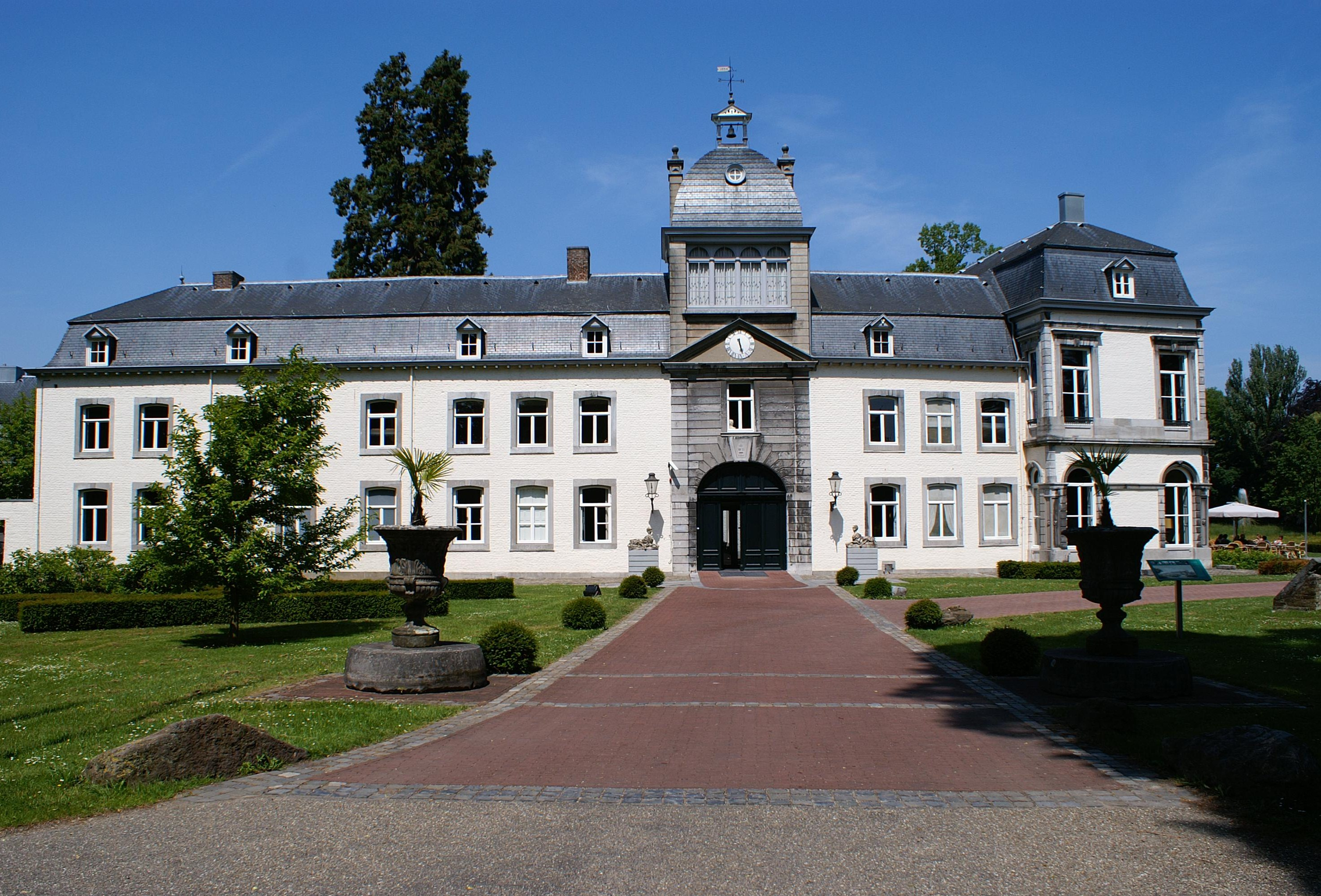
Kasteel Vaeshartelt
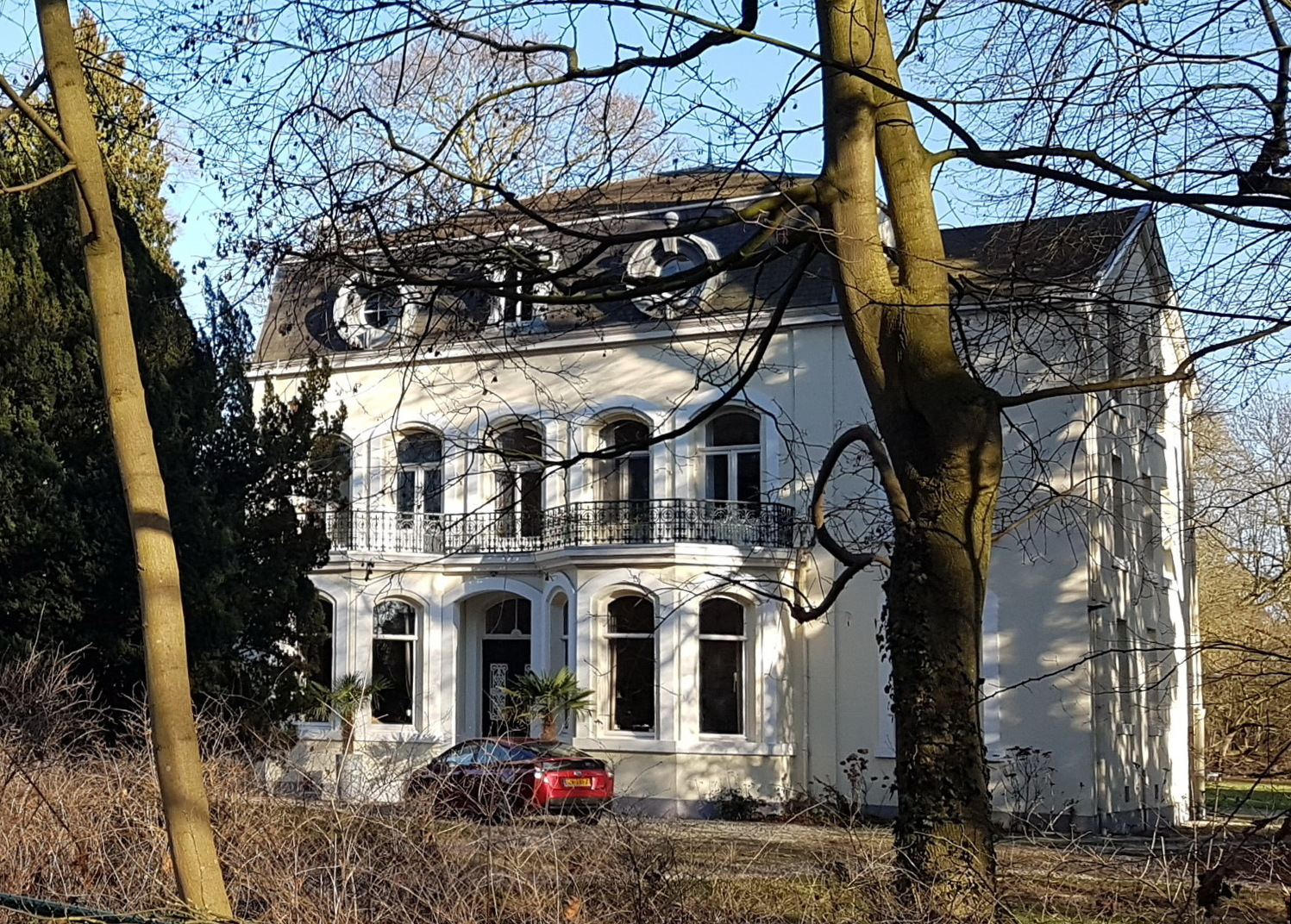
Villa Klein Vaeshartelt
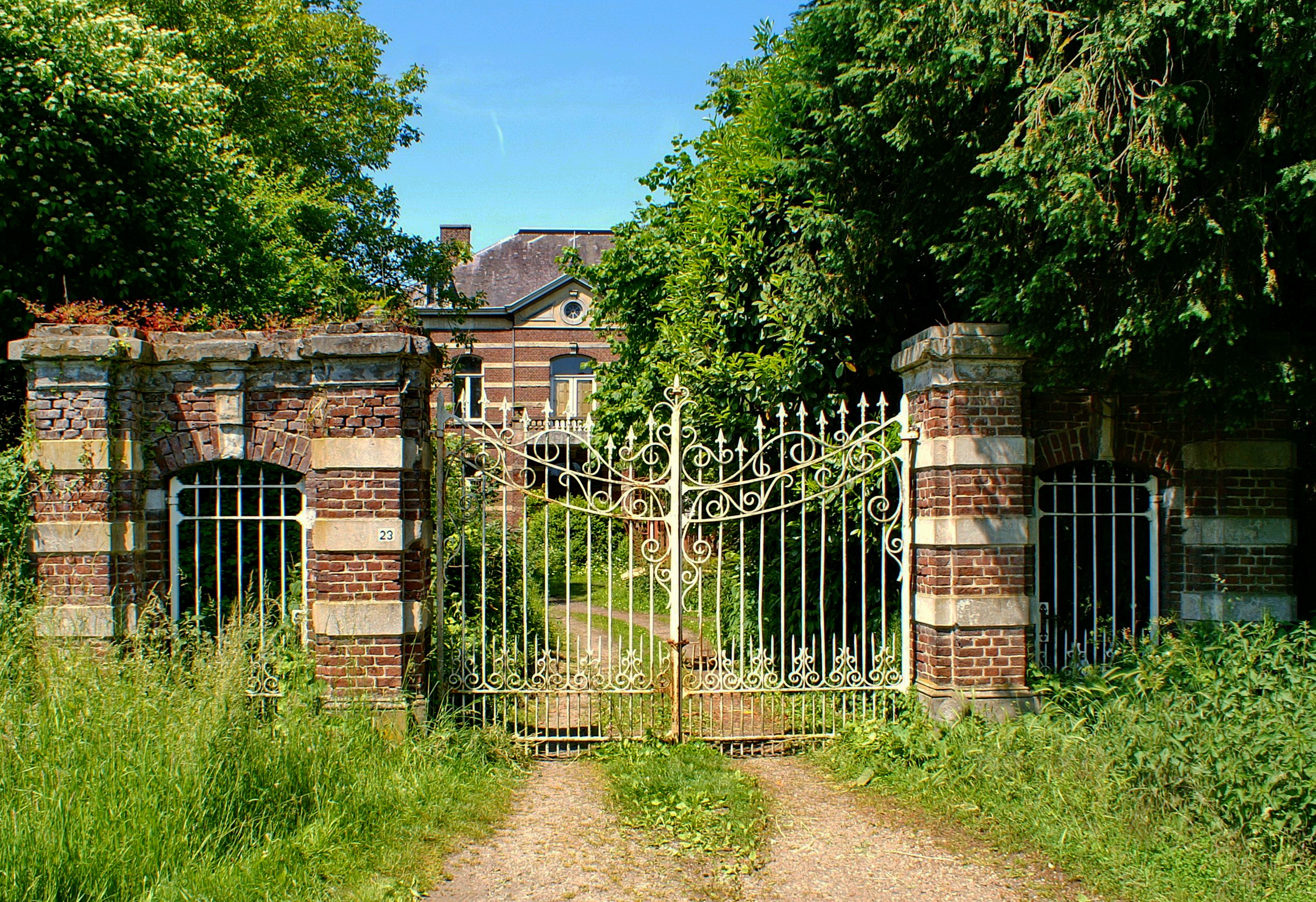
Villa Zonnevang
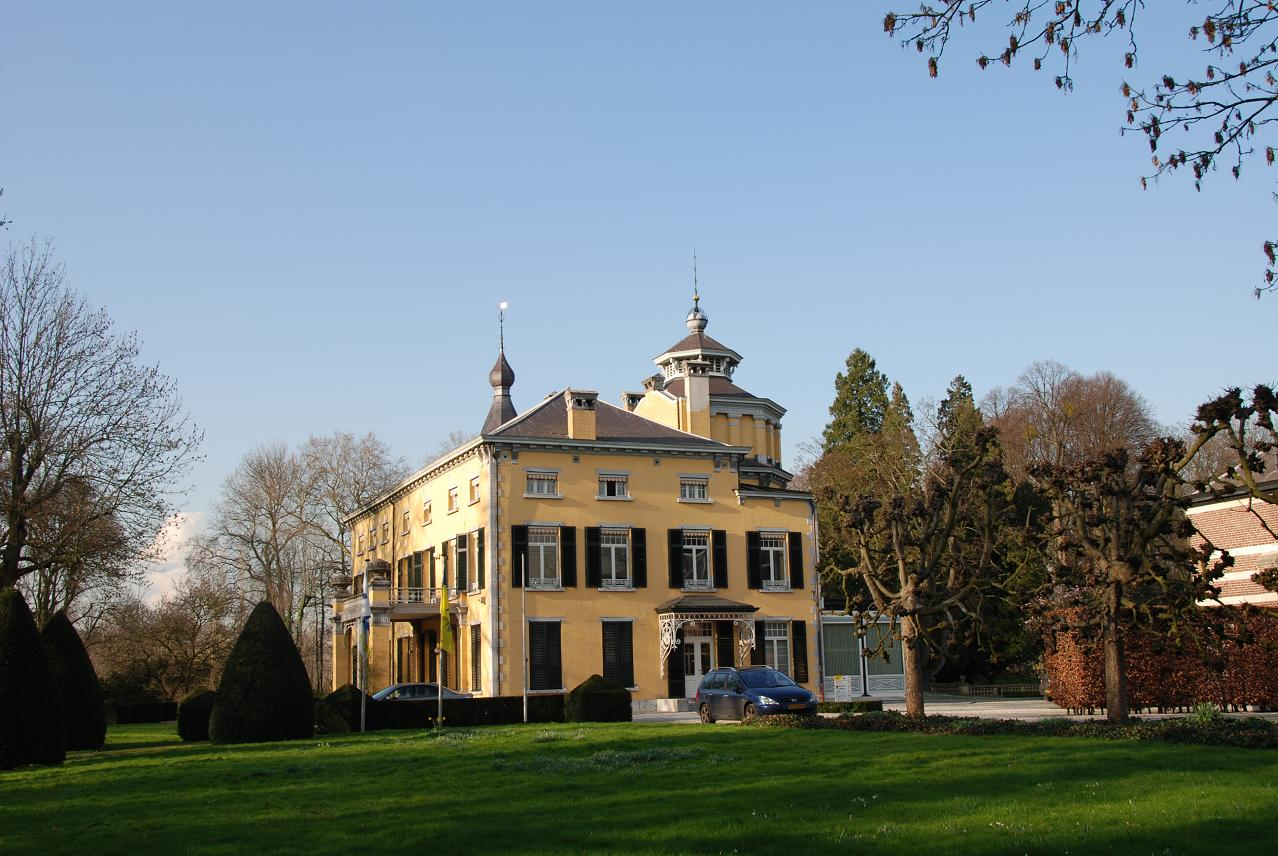
Villa Kruisdonk